# Album rosso (Yo Yo Mundi)
Album rosso è il settimo album in studio (nono complessivo) del gruppo musicale italiano Yo Yo Mundi, pubblicato nel 2008.

## Tracce
1. Il giorno in cui vennero gli aerei – 3:33
2. Il palombaro – 4:14
3. Il funerale del clown – 4:43
4. Domenica pomeriggio di pioggia – 2:31
5. Oltre la pioggia – 1:59
6. Ho visto cose che... – 2:54
7. Il silenzio del mare – 5:53
8. Scultura di nuvole – 1:33
9. La sposa dell'ombra – 4:11
10. Una bandiera quasi bianca – 3:22
11. Vermiglio – 2:27
12. La solitudine dell'ape – 2:39
13. Coda d'ape – 1:05
14. Età inquieta – 4:03
15. E a un certo punto il rosso cambiò colore – 3:25
16. Anarcobaleno – 4:06

## Formazione

### Gruppo
- Paolo Enrico Archetti Maestri - voce, chitarra acustica, chitarra elettrica, chitarra classica (11)
- Andrea Cavalieri - basso, contrabbasso, voce, glockenspiel (4-7-9), metallofono (4-7-9), chitarra acustica (11), clarinetto (12-15-16)
- Fabio Martino - fisarmonica, tastiere, programmazioni, voce
- Eugenio Merico - batteria, tastiere
- Fabrizio Barale - chitarra elettrica, percussioni, cajón (1)

Altri musicisti
- Andrea Assandri - batteria (3-12)
- Federica Baldizzone - viola (6-7-9-11)
- Laura Bombonato - voce recitante (9)
- Paolo Bonfanti - chitarra elettrica (2-16), chitarra slide (14)
- Maurizio Camardi - sax sopranino (4), sax soprano (4), sax baritono (4-8), benas (8), flauti etnici (8), duduk (11)
- Daniela Caschetto - violoncello (16)
- Marcello Crocco - flauto traverso (12)
- Marianna Giannone - violino (6-7-9-11)
- Patrizia Laquidara - voce (7)
- Roberto Lazzarino - chanter (7), chitarra elettrica (8-14-15)
- Alessio Lega - voce (12), chitarra acustica (12)
- Alex Leonte - violino (7-9-11)
- Luca Olivieri - pianoforte (1), cembalo (8), tastiere (9)
- Fabrizio Pagella - voce recitante (15)
- Diego Pangolino - ocean drum (4), shakers (4-6-7-9-10-11-12), tamburello (4-7-9-10), piatti (4), percussioni (6-7-9), djembe (10), conga (10), tabla (1)], darabouka (11), güiro (12), cimbali (12)
- Marco Rovelli - voce (16)
- Suso - voce (3-4)
- Giovanna Vivaldi - violoncello (1)
- Steve Wickham - violino (3-10)